# 張竹君 (廣州)
張竹君（1876年—1964年），廣東番禺人，清末民初女醫師、教育家暨革命家。

## 生平
光绪二年（1876年），张竹君出生于广州西关官宦之家，排行第五，其父张世蒸为三品京官，家境富裕。张竹君幼年曾患病，半身麻木，家人送其至博济医院，在美国传教士嘉约翰的治疗下痊愈，这段经历让张竹君与西医结缘，长大后即入博济医学堂学习。张竹君起初就读的是博济医院附属南华医校，后又转入夏葛女医学堂，于1900年以优异的成绩毕业，成为了中国历史上第一位女西医，並於次年創立廣州禔福醫院（位於广东广州荔灣）和南福醫院（位於河南），隨後將南福醫院改為育賢女學。之后张竹君曾应侨居新加坡的姐姐之邀，赴新加坡考察，并受聘成为“新加坡中国医院”的院长助理，其间，她亲眼看到新加坡鼠疫屠城的惨状，于是，开始深入关注预防医学。1904年广州霍乱，她受九大善堂之邀考察遏制传染病传播之方法，准确指出疫情的传播是由患者呕吐秽物污染江河水源而起，要求劝止市民饮用污染的河水、井水，建议当局用船从广州郊区石门运水供市民饮用。她还向病人家属宣传，将吐泻物焚烧而不要倒入江河，并且禁止贩卖腐烂瓜果。她的建议被当局采纳，数周之后霍乱疫情便得到控制，成为中国预防医学史上经典的案例。同年，张竹君赴上海開設女子手工傳習所與衛生講習會。日俄战争爆发后，张竹君随万国红十字会深入东北救护受害的中国人。1904年11月，在上海创办女子中西医养病院。1905年，与李平书合办上海女子中西医学校，这是中国人自办的第一所女子医科学校。1907年加入中国同盟会，进行反清斗争。1909年，上海医院成立，张竹君被推举为监院（院长）。1911年辛亥革命爆发后，张竹君发起成立中国赤十字会，组织、率领救护队员前往武昌，救治受伤士兵达1300余人，并掩护革命党人黄兴、宋教仁、田桐、李书城随队同往，后被赠予“巾帼伟人”匾额。1913年二次革命，与赤十字会成员赴南京救护伤员。1926年，上海霍乱肆虐，张竹君奋战在抗疫第一线。1932年淞沪抗战与1937年八·一三事变，依然在战火硝烟中抢救伤员。她终生不嫁，却收养了20多名孤苦儿童，并将他们抚养成人。张竹君一生爱国爱民，救死扶伤，无私为社会大众服务，深受民众的推崇和赞誉，曾获中华民国临时大总统孙中山颁发“立国纪念勋章”、“赤金红十字军功勋章”及“中华民国忠裔纪念章”，并享有“中国的南丁格尔”、“中国女豪杰”、“慈爱之神”等荣誉称号。1964年，张竹君在上海病逝，享年88岁。

## 軼事
辛亥革命另一女傑徐宗漢與張竹君私交甚篤，曾協助她在廣州建醫院、辦校，張亦曾在革命行動中掩護徐及其夫黃興。
張竹君早年行醫出門總穿洋裝坐轎並手持書本，引人注目，時人遂有「張竹君坐大轎——倒看洋書」之歇後語。她又常在廣州宣講新學，愛慕者眾，受馬君武、盧少岐爭相追求，被胡漢民笑稱是「驢馬爭獐」。她雖終身未婚，但曾收養二十餘名孤兒，皆視如己出。
张竹君曾于辛亥革命中几次遇险：1911年11月10日，张在汉口登船去武昌，清军突然涌现，向她开枪，幸亏小船疾驰而去，一连7枪都被躲过；15日，张率队去汉阳作救护工作，因劳累过度无法步行，只得由轿子抬着前行，队员们都佩着红十字臂章，队列前后又都打着红十字会旗，可就在他们通过汉水浮桥时，清军竟向他们开枪，见未打中又朝刚登岸的轿子开炮。幸得身边有人听到炮弹的呼啸声，猛然将张竹君连人带轿推倒在地而逃过此劫。在一次手术中，张竹君的左手被划破，伤口感染化脓，高烧不止，加上过度劳累，终于病倒，但她仍然坚持用肿胀的双手继续为伤员治疗。张竹君率领中国赤十字会，出入枪林弹雨，在两个月中救疗受伤士兵1300余人，不仅受到国人的敬仰，西方报刊多次报道颂扬。被当时的媒体称为“热心办事，可为中国四万万人模范”，成为中国妇女摆脱封建枷锁登上现代文明舞台的一个标志。
1905年初爆发反美拒约行动，张竹君写信给上海的粤人同乡组织——上海广肇公所，反复强调如果美国华人能与国内人民“合群御侮”，“则拒一美而列强知中国之难侮，拒一美约，而日后见民权之可伸，则此一举也，未此非转弱为强之机焉”。她又指出：“今兹办法，不藉政府，不须使臣，凡吾工商，皆可自为，苟能合群，非但不惧美国，并何惧列强乎。事之成否，在人心之齐不齐耳。”张竹君相信公众之力量，明确指出只要全国一心，定能胜利。不久，在沿海各商埠掀起了抵制美货运动。上海广肇公所的董事和旅沪广东绅商多次致电清廷，要求政府拒绝在续约上签字。此次活动在反对美国华工禁约中所表现出来的巨大力量，在一定程度遏制了美国种族主义者肆意加害华工的趋势。